# Dicarpa cornicula
Dicarpa cornicula är en sjöpungsart som först beskrevs av Monniot 1978.  Dicarpa cornicula ingår i släktet Dicarpa och familjen Styelidae.
Artens utbredningsområde är Södra Ishavet. Inga underarter finns listade i Catalogue of Life.